# Amaurobius pelops
Espèce
Synonymes
- Amaurobius atticus Thaler & Knoflach, 1995

Amaurobius pelops est une espèce d'araignées aranéomorphes de la famille des Amaurobiidae.

## Distribution
Cette espèce est endémique de Grèce. Elle se rencontre dans le Nord du Péloponnèse, en Attique et sur Eubée.

## Publication originale
- Thaler & Knoflach, 1991 : Eine neue Amaurobius-Art aus Griechenland (Arachnida: Araneae, Amaurobiidae). Mitteilungen der Schweizerischen Entomologischen Gesellschaft, vol. 64, p. 265-268.